# Насас (муниципалитет)
Насас (исп. Nazas) — муниципалитет в Мексике, штат Дуранго, с административным центром в одноимённом городе. Численность населения, по данным переписи 2010 года, составила 12411 человек.

## Общие сведения
Название Насас появилось от названия удочек, которыми местные жители ловили рыбу, когда пришли европейцы.
Площадь муниципалитета равна 2387 км², что составляет 1,94 % от площади штата. Он граничит с другими муниципалитетами Дуранго: на севере с Мапими, на востоке с Лердо и Куэнкаме, на юге с Пеньон-Бланко, на западе с Родео и Сан-Луис-дель-Кордеро, и на северо-западе с Сан-Педро-дель-Гальо.

## Учреждение и состав
Муниципалитет был образован 1824 году, в его состав входит 47 населённых пунктов, самые крупные из которых:
| Код INEGI | Населённый пункт                                        | Численность населения (2005 год) | Численность населения (2010 год) |
| 015       | Всего                                                   | 12 166                           | 12 411                           |
| 0001      | Насас (исп. Nazas) (административный центр)             | 3 429                            | 3 622                            |
| 0025      | Хенераль-Ласаро-Карденас (исп. General Lázaro Cárdenas) | 1 716                            | 1 927                            |
| 0019      | Пасо-Насьональ (исп. Paso Nacional)                     | 1 375                            | 1 366                            |
| 0011      | Эмилио-Карранса (исп. Emilio Carranza)                  | 786                              | 814                              |
| 0020      | Ла-Перла (исп. La Perla)                                | 721                              | 777                              |
| 0028      | Санта-Тереса-де-ла-Унья (исп. Santa Teresa de la Uña)   | 572                              | 582                              |

## Экономическая деятельность
По статистическим данным 2000 года, работоспособное население занято по секторам экономики в следующих пропорциях: сельское хозяйство, скотоводство и рыбная ловля — 38,8 %, промышленность и строительство — 20,6 %, сфера обслуживания и туризма — 39,1 %.

## Инфраструктура

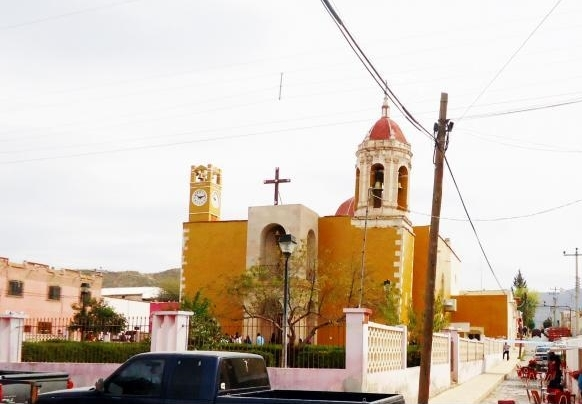
El Camino Real de Tierra Adentro

По статистическим данным 2010 года, инфраструктура развита следующим образом:
- электрификация: 97,4 %;
- водоснабжение: 98,7 %;
- водоотведение: 86,9 %.

## Туризм
Основными достопримечательностями муниципалитета являются:
- приход Святой Анны, построенный в XIX веке;
- дом в Бенито Хуареса, построенный в колониальном стиле;
- Эль-Пикачо — туристический лагерь на берегу реки Насас.